# Frittata alla Santelli
La frittata alla Santelli o uova alla Santelli (in ungherese Santelli-rántotta) è un piatto della cucina ungherese a base di uova.

## Nome
Prende il nome da Italo Santelli, sciabolatore italiano medaglia d'argento ai giochi della II Olimpiade a Parigi, che aveva fondato assieme al fratello una scuola di scherma a Budapest, e che fu anche allenatore della nazionale magiara.

## Ingredienti
Si tratta di una ricca frittata, dove le uova sbattute con sale e pepe legano salsiccia di Debrecen, pomodori, peperoni e pancetta rosolati nello strutto. A fine cottura la frittata viene cosparsa di abbondante formaggio grattugiato prima di essere servita.